# هارولد فرانكس
هارولد فرانكس (بالإنجليزية: Harold Franks)‏ هو ملاكم من المملكة المتحدة، مثّل بلاده في الألعاب الأولمبية الصيفية 1920.

## روابط خارجية
هارولد فرانكس على موقع بوكس ريك (الإنجليزية) (registration required)
- هارولد فرانكس على موقع أوليمبيديا (الإنجليزية)
- هارولد فرانكس على موقع اللجنة الأولمبية البريطانية (الإنجليزية)